# Den port är trång och smal den stig
Den port är trång och smal den stig är en svensk psalmtext från 1859 av Lina Sandell-Berg. Det är en översättning av Thomas Hastings' engelska verser diktade 1830. Psalmen har 6 verser där varje sistarad sjungs i repris.

## Publicerad i
- Sionstoner 1889, som nr 138
- Hemlandssånger 1891 nr 236 under rubriken "Tron".
- Nya Pilgrimssånger 1892, som nr 165 under rubriken "Evangelii inbjudning".
- Metodistkyrkans psalmbok 1896 som nr 230 under rubriken "Varning och inbjudningssång".
- Svensk söndagsskolsångbok 1908, som nr 118 under rubriken "Inbjudningssånger".
- Sionstoner 1935 som nr 308 under rubriken "Nådens ordning: Väckelse och omvändelse".
- Guds lov 1935 som nr 136 under rubriken "Väckelse och inbjudan".
- Sions Sånger 1951 som nr 15.
- Sions Sånger 1981 som nr 46 under rubriken "Församlingen".
- Lova Herren 1988 som nr 317 under rubriken "Kallelsen till Guds rike".